# Crunode (nó)

Um crunode na origem da curva definida por y ^{2} - x ^{2} (x +1) = 0

Na matemática, um crunode (arcaico) ou nó é um ponto em que uma curva se cruza para que ambos os ramos da curva tenham linhas tangentes distintas no ponto de interseção. Um nó também é conhecido como ponto duplo comum .
Para obter uma curva plana, definido como o lugar geométrico dos pontos f (x, y) = 0, em que f (x, y) é uma função suave de variáveis x e y variam ao longo dos números reais, uma nó da curva é uma singularidade da função f, onde ambas as derivadas parciais {\displaystyle \partial f \over \partial x} e {\displaystyle \partial f \over \partial y} desaparecem. Além disso, a matriz hessiana das segundas derivadas terá valores próprios positivos e negativos.